# Kaukasische jagers-verzamelaars

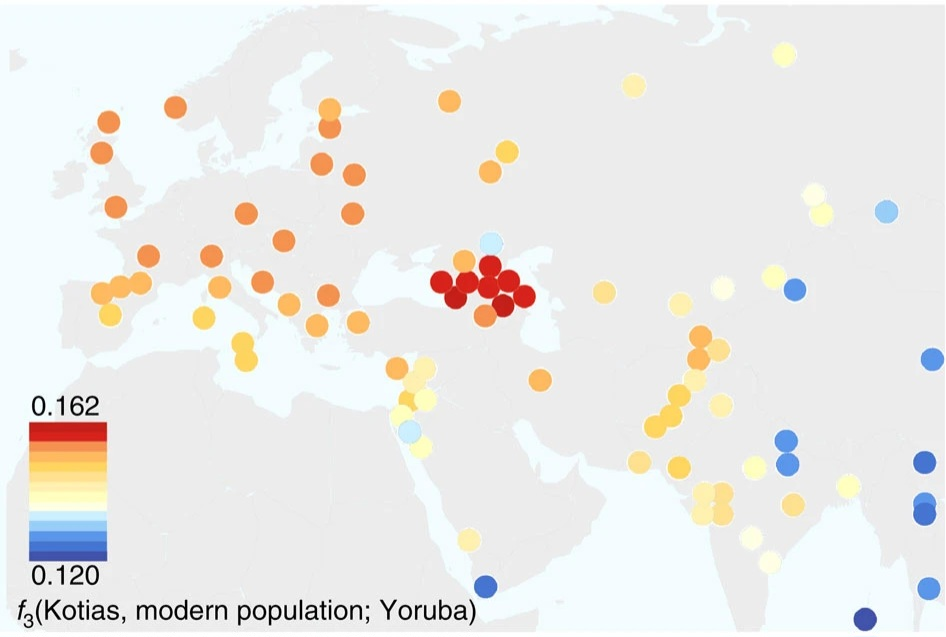
De relatie van de Kaukasische jagers-verzamelaars tot moderne populaties: genomische affiniteit van moderne populaties1 tot Kotias Klde, gekwantificeerd door de outgroup f3-statistieken van de vorm f3 (Kotias, moderne populatie; Yoruba). Kotias deelt de grootste genetische drift met populaties uit de Kaukasus, met hoge waarden die ook zijn gevonden voor Noord-Europa en Centraal-Azië.

De Kaukasische jagers-verzamelaars (Engels: Caucasus hunter-gatherers, CHG), ook wel Satsoerblia-cluster , is een voorouderlijke component voor het eerst geïdentificeerd in een onderzoek uit 2015, gebaseerd op de populatiegenetica van verschillende moderne West-Euraziatische (Europese, Kaukasische en Zuidwest-Aziatische) populaties. 
Het vertegenwoordigt een afkomst die het sterkst aanwezig was in sommige groepen jagers-verzamelaars uit het laatpaleolithicum en mesolithicum in de Kaukasus. Deze groepen zijn ook nauw verwant aan de mesolithische jagers-verzamelaars en vroege neolithische landbouwers en veehouders van het Iraanse Plateau (cluster van de Iraanse jagers-verzamelaars), die soms ook in de CHG-groep worden opgenomen. Voorouders die nauw verwant waren aan de CHG-Iraanse jagers-verzamelaars en landbouwers zijn ook bekend van verder naar het oosten, onder andere van Bactrië-Margiana en de Indusbeschaving. 
De Kaukasische jagers-verzamelaars en oostelijke jagers-verzamelaars zijn in ongeveer gelijke mate voorouderlijk aan de westelijke steppeherders (WSH), die vanaf de kopertijd wijdverspreid waren over Europa en Azië.

## Vorming en ontwikkeling
Er wordt verondersteld dat de CHG zich waarschijnlijk tijdens het laatste glaciale maximum (ergens tussen 45.000 en 26.000 BP) afsplitsten van de voorouders van de westelijke jagers-verzamelaars (WHG). Later scheidden ze zich verder af van de Anatolische jagers-verzamelaars (AHG), vermoedelijk rond 25.000 BP tijdens de eindperiode van het laatste glaciale maximum. De Kaukasische jagers-verzamelaars slaagden er sindsdien in om in isolatie als aparte populatie te overleven, en vertoonden sterke genetische verwantschappen met mesolithische en neolithische populaties op het Iraanse plateau, zoals neolithische individuen die zijn gevonden in Ganj Dareh. De CHG vertonen sterkere genetische verwantschappen met Europese en Anatolische groepen dan de Iraanse jagers-verzamelaars, wat duidt op een mogelijke cline en genenstroom richting de CHG en minder naar de Iraanse groepen. 
Volgens één model wordt aangenomen dat de Iraanse afstammingslijn, die de basis vormde van de Kaukasische jagers-verzamelaars, een aanzienlijk deel van zijn afkomst ontleende van de basale Euraziaten (c. 38-48%), waarbij de rest van de voorouders dichter bij de oude Noord-Euraziaten (ancient North Eurasian, ANE) of oostelijke jagers-verzamelaars (eastern hunter-gatherers, EHG) lag (ANE/EHG c. 52-62%). De CHG vertoonden een extra ANE-achtige component (c. 10%) die niet aanwezig is bij de neolithische Iraniërs, wat suggereert dat ze mogelijk in continu contact stonden met de oostelijke jagers-verzamelaars ten noorden van hen. De CHG droegen ook ongeveer 20% extra paleolithische Kaukasische/Anatolische afstamming. Lazaridis et al. (2016) modelleerden de CHG als een mengeling van neolithische Iraniërs, westelijke jagers-verzamelaars en oostelijke jagers-verzamelaars. De CHG clusteren met vroege Iraanse landbouwers, die echter significant geen allelen delen met de vroege Levantijnse landbouwers. 
Een alternatief model zonder de noodzaak van aanzienlijke hoeveelheden ANE-voorouders werd gepresenteerd door Vallini et al. (2024). Hierin werd gesuggereerd dat de oorspronkelijke Iraanse jagers-verzamelaarsachtige populatie, die basaal was voor de CHG, voornamelijk werd gevormd uit een diepe oude West-Euraziatische lijn (WEC2, c. 72%) en uit verschillende mate van oud Oost-Euraziatisch (c. 10%) en basaal Euraziatisch (c. 18%). Er wordt aangenomen dat de component uit het oud West-Euraziatische gebied, geassocieerd met Iraanse jagers-verzamelaars (WEC2), was afgesplitst van de West-Euraziatische kernlijn (vertegenwoordigd door Kostjonki-14; WEC), waarbij de WEC2-component in de regio van het Iraanse Plateau bleef, terwijl de eigenlijke WEC-component zich uitbreidde naar Europa. 
Irving-Pease et al. (2024) modelleerden de CHG als afkomstig van een populatie die zich na de migratie van vroege moderne mensen uit Afrika zich splitste in basale Noord-Europeanen en West-Aziaten. De laatste groep was de oorsprong van de CHG. 
Aan het begin van het neolithicum, c. 8000 v.Chr., leefden ze waarschijnlijk verspreid over westelijk Iran en de Kaukasus. Mensen vergelijkbaar met de jagers-verzamelaars van de noordelijke Kaukasus en het Iraanse plateau arriveerden vóór 6000 v.Chr. in Pakistan en noordwestelijk India. Een ongeveer gelijke fusie tussen de CHG en de oostelijke jagers-verzamelaars in de Pontisch-Kaspische Steppe resulteerde in de vorming van de westelijke steppeherders (WSH). De WSH vormden de Jamnacultuur en breidden zich vervolgens massaal uit over heel Europa tijdens de kopertijd en vroege bronstijd c. 3000-2000 v.Chr. 

## Verdere onderzoeken
Jones et al. (2015) analyseerden genomen van mannen uit het eind-laatpaleolithicum (13.300 BP) en mesolithicum (9.700 BP) van westelijk Georgië. Deze droegen Y-DNA-haplogroep J* en J2a, later verfijnd tot J1-FT34521 en J2-Y12379*, en mitochondriale haplogroep respectievelijk K3 en H13c. Hun genomen lieten zien dat er tot 25.000 BP, toen de koudste periode van de laatste ijstijd begon, een voortdurende vermenging van de Kaukasiërs met bevolkingen uit West-Azië plaatsvond. 
CHG-afstamming werd ook gevonden in een laatpaleolithisch individu uit de Satsoerbliagrot (c. 11000 v.Chr.), en een mesolithische uit de Kotias Kldegrot (c. 7700 v.Chr.). Het Satsoerblia-individu stond het dichtst bij moderne populaties uit de Zuidelijke Kaukasus. 
Margaryan et al. (2017) analyseerden oud mitochondriaal DNA uit de Zuidelije Kaukasus en ontdekten een snelle bevolkingsgroei aan het einde van het laatste glaciale maximum, ongeveer 18.000 BP. In dezelfde studie werd ook een continuïteit in de afstamming in de moederlijke lijn gevonden gedurende 8.000 jaar. 
Volgens Narasimhan et al. (2019) arriveerden Iraans-gerelateerde mensen vóór 6000 v.Chr. in Pakistan en Noordwest-India, nog vóór de komst van de landbouw in Noord-India. Zij suggereren dat deze Iraanse afkomst ook kenmerkend was voor jagers-verzamelaars in de Noord-Kaukasus en op het Iraanse plateau. 
Volgens Ghalichi et al. (2024) vormde de Anatolisch-neolithische tot CHG-Iran_N cline zich rond 6300-6000 v.Chr., wat overeenkomt met eerdere schattingen, en de EHG-CHG cline zich vormde rond 5800-5300 v.Chr. De interactie tussen Anatolië en de Kaukasus nam toe tijdens de koper- en bronstijd, wat leidde tot de verspreiding van CHG-afkomst. Ze verspreidde zich ook in het Middellandse Zeegebied, waarvoor een vroege indicatie is gevonden in Anatolische landbouwersgroepen uit Tepecik-Çiftlik. 

## Proto-Indo Europeanen

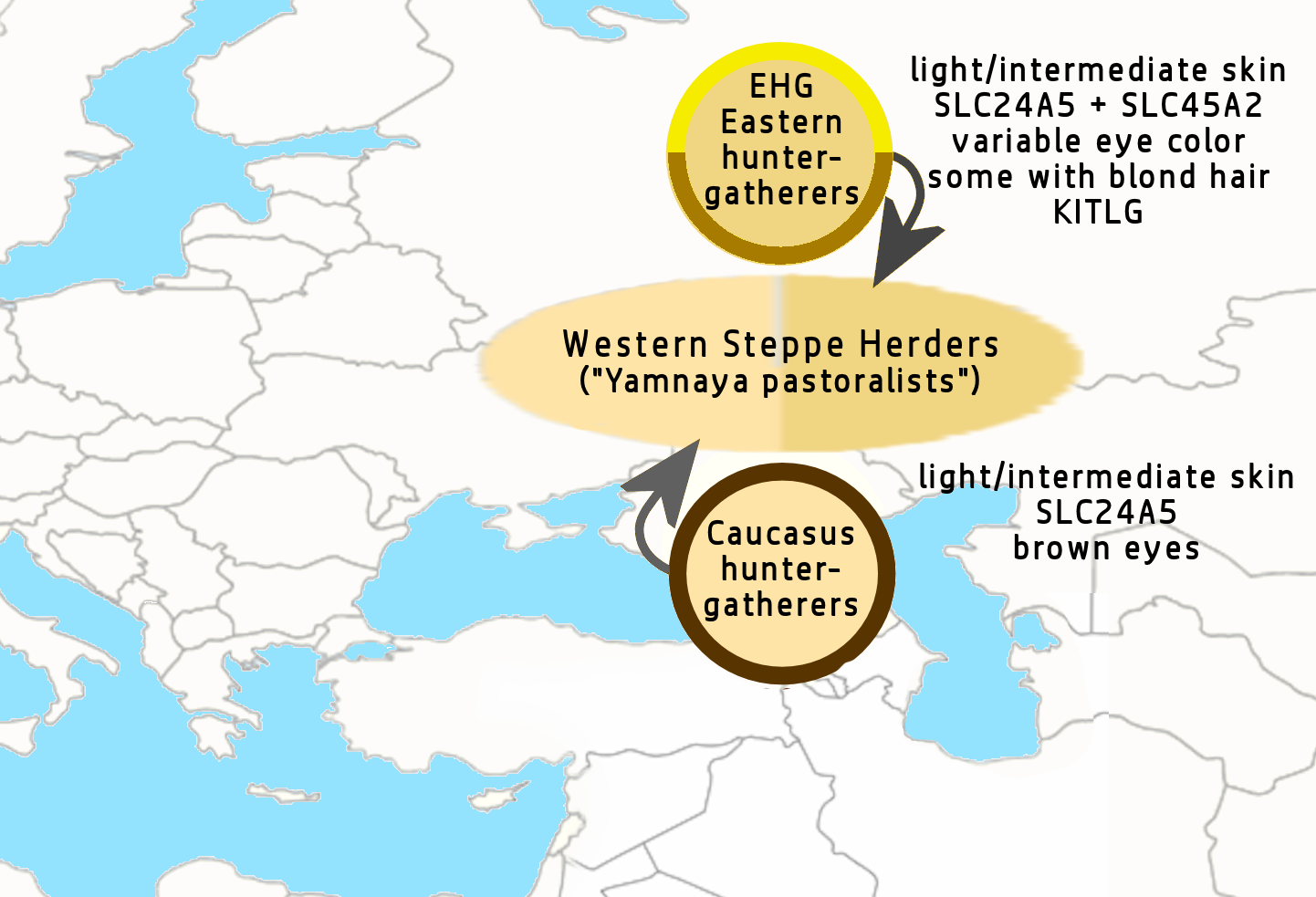
De belangrijkste genetische afkomst van de westelijke steppeherders (Jamna-pastoralisten): een samenkomst van oostelijke jagers-verzamelaars en Kaukasische jagers-verzamelaars

Tijdens het neolithicum en vroege kopertijd, waarschijnlijk tijdens het 4e millennium v.Chr., vermengden de Kaukasische jagers-verzamelaars (CHG) zich met de oostelijke jagers-verzamelaars (EHG) op de Pontisch-Kaspische steppe, waarbij de resulterende populatie, bijna half EHG en half CHG, de genetische cluster vormde die bekend staat als westelijke steppeherders (WSH). Volgens David W. Anthony is de Kaukasische jagers-verzamelaarsafkomst van de Jamnacultuur vaak meer dan 50%. Naast een overweldigende WSH-afkomst hebben de Jamna ook een aanvullende vermenging van Anatolische en Levantijnse landbouwers en westelijke jagers-verzamelaars (WHG). 
Volgens medeauteur Andrea Manica van de Universiteit van Cambridge:
Sommige geleerden vermoeden dat volgens de Anatolische hypothese het Pre-Proto-Indo-Europees (Indo-Hettitisch) mogelijk ontstond onder een CHG-rijke bevolking in West-Azië, op basis van het ontbreken van EHG-voorouders bij de waarschijnlijke sprekers van Anatolische talen. Anderen, zoals Anthony, suggereren dat Proto-Indo-Europees werd gesproken door EHG die in Oost-Europa woonden.
Volgens Jones et al. (2015) droegen de genomen van de Kaukasische jagers-verzamelaars in aanzienlijke mate bij aan de Jamna-steppeherders die rond 3000 v.Chr. naar Europa migreerden. De CHG drukten hun stempel op moderne populaties in de Kaukasus en ook in Centraal- en Zuid-Azië. Zo is bijvoorbeeld ongeveer 50-70% van de Armeense voorouders afkomstig van de CHG. 
Wang et al. (2018) analyseerden genetische gegevens van menselijke resten uit de Noordelijke Kaukasus die dateerden tussen het 4e en 1e millennium v.Chr. en vonden een correlatie met moderne groepen uit de Zuidelijke Kaukasus. Ze concludeerden dat de Kaukasus, in tegenstelling tot vandaag de dag, als een brug fungeerde in plaats van een onoverkomelijke barrière. 
Volgens Allentoft et al. (2024) kan de aankomst en vermenging van de CHG met culturen van de Kaspische steppe gedateerd worden op ongeveer 7300 BP, wat is te zien in twee oude monsters uit Goloebaja Krinitsa met 18-24% vermenging. Dit suggereert dat de CHG-gerelateerde afkomst zich uitstrekte voorbij de Midden-Don tot aan de kust van de Zee van Azov en de Dnjeprvallei tijdens de tweede helft van het 6e millennium v.Chr. 
Een 7000 BP genoom uit Naltsjik verbond de eerste herders van de Wolga met de landbouwers uit West-Azië, en het lijkt erop dat in de eerste helft van het 5e millennium v.Chr. culturele en paringsnetwerken de landbouw en veeteelt van West-Azië over de Kaukasus naar de steppen tussen de Don en de Wolga in Oost-Europa hielpen te verspreiden. 

## Griekenland, Egeïsche Zee en Italië
Naast het feit dat de CHG via de Jamna-herders uit de bronstijd bijdroegen aan de bevolking van Europa, lijkt het er op dat ze ook zelfstandig zonder Oost-Europese jagers-verzamelaars-afkomst in het Egeïsche Zegebied arriveerden en ongeveer 9-32% van de voorouders van de Minoërs leverden. De oorsprong van deze CHG-component zou Centraal-Anatolië kunnen zijn geweest. 
Genetische analyse toont aan dat Iran-gerelateerde afkomst, die in de midden-bronstijd wijdverbreid was in de Egeïsche Zee in samenhang met de Minoïsche en Myceense culturen, zich ten minste ten tijde van de Myceners in aanzienlijke mate tot Sicilië westwaarts had verspreid. Eén mogelijkheid is dat deze voorouders zich westwaarts verspreidden samen met de Myceense culturele expansie. Een aankomst van een CHG-gerelateerde component in Zuid-Italië vanuit het zuidelijke deel van de Balkan, inclusief de Peloponnesos, is verenigbaar met de identificatie van genetische corridors die de twee regio's verbinden en de aanwezigheid van Zuid-Europese oude signaturen in Italië. Verzamelde gegevens van individuen uit de ijzertijd (900 tot 200 v.Chr., inclusief de Republikeinse periode) tonen een duidelijke verschuiving in afkomst vanaf de kopertijd, geïnterpreteerd als de aankomst van een steppe-gerelateerde vooroudercomponent en een toename van de neolithisch-Iraanse component. 
De Iran/Kaukasus gerelateerde genetische instroom werd afgeleid uit gepubliceerde kopertijd-individuen op het vasteland (Peloponnesos, rond het 5e millennium v.Chr.), maar niet eerder, en ook uit de meeste vroege bronstijd-individuen van Euboea, Aegina en Koefonisia. Vergelijking tussen oude en moderne monsters, die een algemene overeenkomst tussen individuen uit Zuid-Italië en de ijzertijd laten zien, kan erop wijzen dat de CHG/Iran_neolithicum-signatuur de oostkant van de Adriatische Zee meerdere malen bereikte, of mogelijk als een continue genenstroom. 
In het prehistorische Sardinië nam het aandeel geassocieerd met Iraanse landbouwers of Kaukasus-voorouders, sinds het neolithicum op het vasteland van Italië aanwezig (samen met EEF- en WHG-bestanddelen), geleidelijk toe van 0% in de vroege kopertijd tot ongeveer 5,8% in de bronstijd. In Novilara, in de ijzertijd, is PN43 in de vroege kopertijd licht verschoven richting populaties uit West-Azië en vertoont een hoog aandeel van het CHG/Iraans-neolithisch bestanddeel in de vermengings-analyse. Ze bevestigden deze resultaten ook met de vermengings-analyse, waarbij een grote genetische invloed van het CHG/Iraans-neolithische bestanddeel werd waargenomen in alle individuen uit Pesaro uit de late Oudheid. 
Hoewel grotendeels afwezig in de voorafgaande ijzertijd, kwam de Iraans neolithisch-achtige vermenging in meerdere fasen de Balkanpopulaties binnen, waarbij sommige populaties uit de Romeinse tijd en de vroege middeleeuwen naar het model 0-15% van hun voorouders uit deze bron hebben (Kroatië: Romeins Beli Manastir en Šćitarjevo, Montenegro: Doclea), wat in aangrenzende regio's wel 20-30% kan zijn (Kroatië: Novo Selo Bunje, Zadar en Trogir Dragulin).

## Centraal-Azië en Zuid-Azië
De CHG/Iran-afkomst is prominent aanwezig in de pre-steppe kopertijd- en bronstijd (4500-2000 v.Chr.) populaties van in Centraal-Azië, zoals in het archeologische complex Bactria-Margiana (dat ook een vooroudercomponent had van de vroege Anatolische landbouwers), en ook in het noordwestelijke Indiase subcontinent, zoals op plekken in of grenzend aan de Indusbeschaving (die een gemengde CHG-gerelateerde en oude Zuid-Indiase (ASI) voorouders hebben). Het is onduidelijk of de verspreiding van CHG/Iraans Plateau-gerelateerde voorouders oostwaarts naar het Indiase subcontinent het resultaat was van de migratie van landbouwers of een eerdere verspreiding van jagers-verzamelaars die later de landbouw overnamen, maar deze verspreiding vond waarschijnlijk plaats ergens vóór 6000 v.Chr. vanwege het ontbreken van Anatolische landbouwers-gerelateerde afkomst bij de oude Zuid-Aziaten, welke na deze tijd wel aanwezig was op het Iraans Plateau. Deze pre-steppe CHG-gerelateerde voorouders vormen een aanzienlijk deel van de voorouders van moderne Zuid-Aziaten. De WSH, die significante CHG-afkomst bezaten, migreerden later ook naar Centraal-Azië en Zuid-Azië.
Maier et al. (2023) tonen vier grafieken met vier vermengingsgebeurtenissen die de Indus-periferiegroep modelleren als een mengsel van drie of vier bronnen, met een aanzienlijk deel van zijn voorouders afkomstig van de neolithische Hajji Firuz Tepe of kopertijd-Tepe Hissar-lijnen, zowel Iraanse als Anatolische voorouders omvattend. 
Volgens Kerdoncuff et al. (2024) worden goede matches verkregen voor alle 22 ASI-individuen wanneer de Iran-gerelateerde afstamming afkomstig is van individuen uit het vroege neolithicum en kopertijd uit Centraal-Aziatische culturen van neolithisch Sarazm_EN of kopertijd Namazga_CA of een groep die Sarazm_EN en Parkhai_Anau_EN bevat die eerder werd voorgesteld als de bron voor de Indusperiferie-cline. De laatste twee modellen bieden ook goede matches voor de Indusperiferie-West, hoewel het gebruik van Sarazm_EN alleen als bron geen goede fit oplevert. Hun gegevens komen overeen met een gemeenschappelijke bron voor de oude Iran-gerelateerde afkomst in ANI, ASI, aan Austroaziaten-gerelateerde en Oost-Aziaten-gerelateerde individuen in India, wat suggereert dat de Iran-gerelateerde genenstroom plaatsvond lang vóór de komst van steppeherders-gerelateerde voorouders in de bronstijd (~1900-1500 v.Chr.).